# Relaciones San Vicente y las Granadinas-Venezuela
Las relaciones San Vicente y las Granadinas-Venezuela se refieren a las relaciones internacionales que existen entre San Vicente y las Granadinas y Venezuela.

## Historia
El 5 de junio de 2018, San Vicente y las Granadinas votó en contra de una resolución de la Organización de Estados Americanos (OEA) aprobada en la cuarta sesión plenaria de la 48° Asamblea General en la cual se desconocen los resultados de las elecciones presidenciales del 20 de mayo, donde se proclamó como ganador a Nicolás Maduro.
San Vicente y las Granadinas volvió a mostrar su respaldo a Nicolás Maduro el 10 de enero de 2019 al votar en contra nuevamente de una resolución del Consejo Permanente de la OEA en la que se desconocía la legitimidad del nuevo periodo presidencial de Maduro.